# سارات (المخادر)

تعديل مصدري - تعديل

سارات محلة تابعة لقرية نبال، التابعة لعزلة الصفي بمديرية المخادر إحدى مديريات محافظة إب في الجمهورية اليمنية، بلغ تعداد سكانها 61 حسب تعداد اليمن لعام 2004.